# Контрбудка

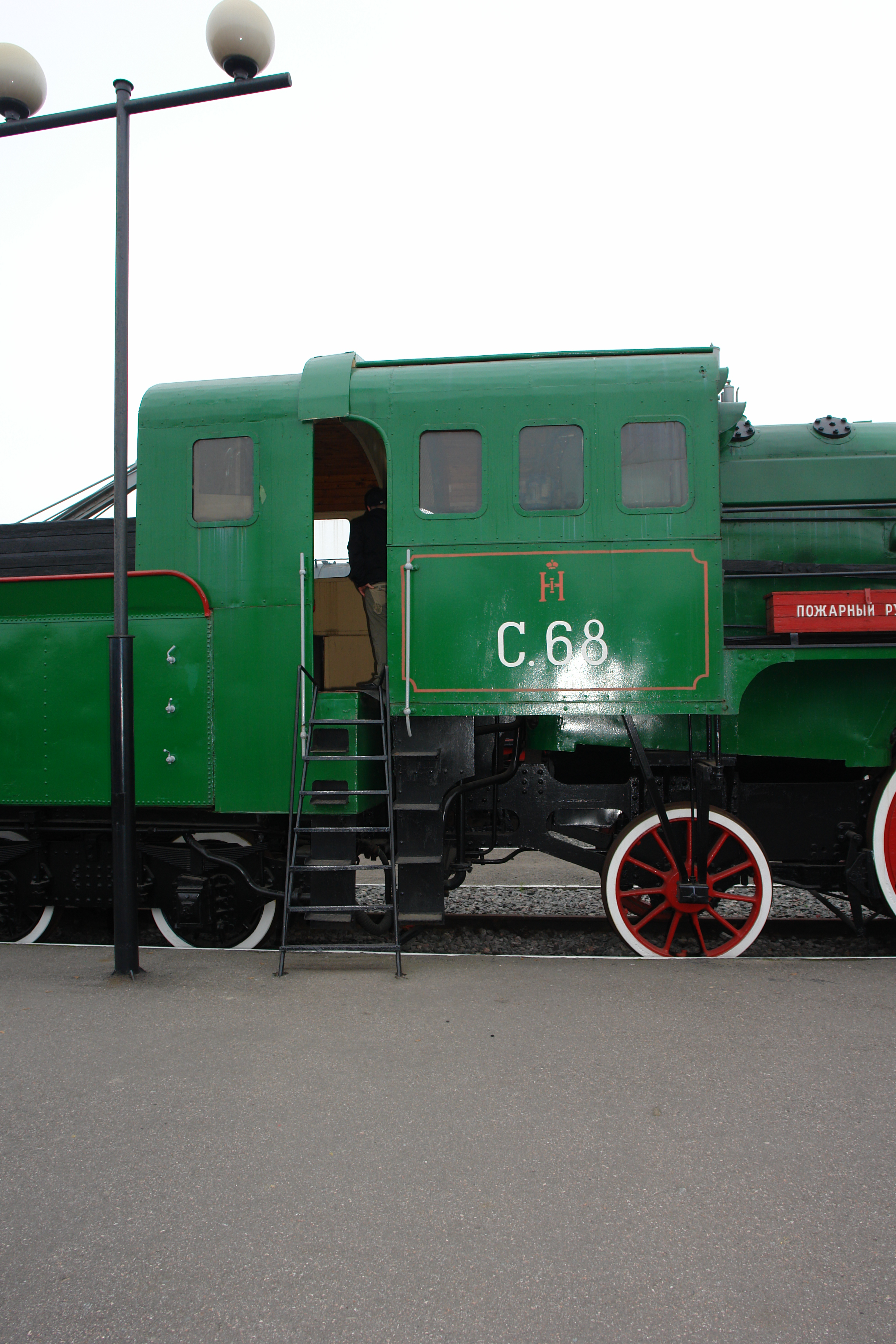
Паровоз С.68 с четырёхосным нормальным тендером. Будка паровоза и контрбудка тендера образуют единую кабину.

Контрбудка — небольшое закрытое с трёх сторон помещение с крышей, располагающееся в передней части тендера паровоза и служащее продолжением паровозной будки. Вместе будка и контрбудка образуют закрытую кабину, в которой располагается паровозная бригада.
На тендерах русских паровозов контрбудки появились с 1910-х годов, причём долгое время целесообразность их наличия была предметом дискуссий и споров. В начале XX века будки паровозов были открытыми сзади и, частично, по бортам. Такая будка не обеспечивала нормальной защиты бригады от ветра и дождя, а в холодное время года была и вовсе бесполезна — рабочие места бригады попросту заметал снег. В итоге, машинисты и кочегары оборудовали свои машины самодельными брезентовыми укрытиями наподобие палаток. Однако железнодорожники столкнулись с непониманием со стороны собственного начальства. Последнее считало, что укрытия и занавески снижают обзор из будки, что отрицательно сказывается на бдительности бригад, поэтому первое время с самодельными укрытиями активно боролись, подвергая бригады дисциплинарным взысканиям и штрафам. По тем же причинам технический отдел МПС негативно относился и к контрбудкам. При этом часто ссылались на западное паровозостроение, в силу более мягких климатических условий не испытывавшее потребности в контрбудках и их подобиях. В итоге, однако, суровые климатические условия России были всё же приняты во внимание, и в 1910-х годах контрбудки ввели на всех дорогах Российской империи, кроме — поначалу — самых южных.